# 好党
好党是2017年10月25日创建的土耳其世俗主义的保守政党。该中右翼政党反对土耳其总统埃尔多安的政府，并且支持司法独立和议会制。
由於民族主义行动党支持2017年土耳其修憲公投，梅爾·阿克蘇納與其他反對修憲的黨員另起爐灶，成立好党。
2018年4月，15個共和人民黨成員加入好黨，使阿克蘇納能夠以政黨身分（而不是獨立人身分）參與2018年的總統選舉。這些黨員後來重新加入共和人民黨，使好黨減至只有6個議席。好黨在2018年大國民議會選舉取得43席。

## 历任主席

好黨的黨名源自卡耶部落

| No. | 主席                            | 任期           | 任期          |
| --- | ------------------------------- | -------------- | ------------- |
| 1   | 梅爾·阿克蘇納 （1956—）         | 2017年10月25日 | 2024年4月27日 |
| 2   | 米萨瓦特·德尔维什奥卢 （1960—） | 2024年4月27日  | 在任          |

## 政綱
- 使土耳其成為世界十大經濟體之一。
- 5年內提高全民平均收入至14,500美元。
- 實現11年的平均受教育年齡。
- 5年內為40歲以下的女性實現100％的識字率。
- 5年內成為全球繁榮指數前40名國家之一。
- 實現每年有5千萬外國遊客平均花費1000美元到土耳其旅遊。
- 1年內恢復議會制及通過新憲法。
- 1年內建立民主政黨法。
- 將種植園侵蝕控制在每年15萬公頃以下。
- 使土耳其成為全球PISA教育排名前20位的國家之一。
- 5年內將失業率降至8%。
- 實現第四次工業革命和實行工業4.0。
- 在全社會傳播婦女和青年的積極力量。
- 立即在新聞自由方面實施歐盟標準。
- 使土耳其護照有價值和有信譽[4]。

具體的關鍵政策包括針對葛蘭運動（FETÖ）成員的有效反恐戰略，據稱這是2016年7月政變失敗的背後原因。該黨認為FETÖ是對國家安全的「最嚴重的內部威脅」。另一個關鍵政策是廢除2017年有爭議的修憲公投中通過的變革，這將使土耳其恢復為議會制，而不是總統制。

## 外部連結
- 官方網站（页面存档备份，存于）